# Roseburg (Schloss)
Die Roseburg ist ein 1908 fertiggestellter Burgneubau von Bernhard Sehring an der Landesstraße 242 zwischen Ballenstedt und Rieder im Ostharz, Landkreis Harz, Sachsen-Anhalt.

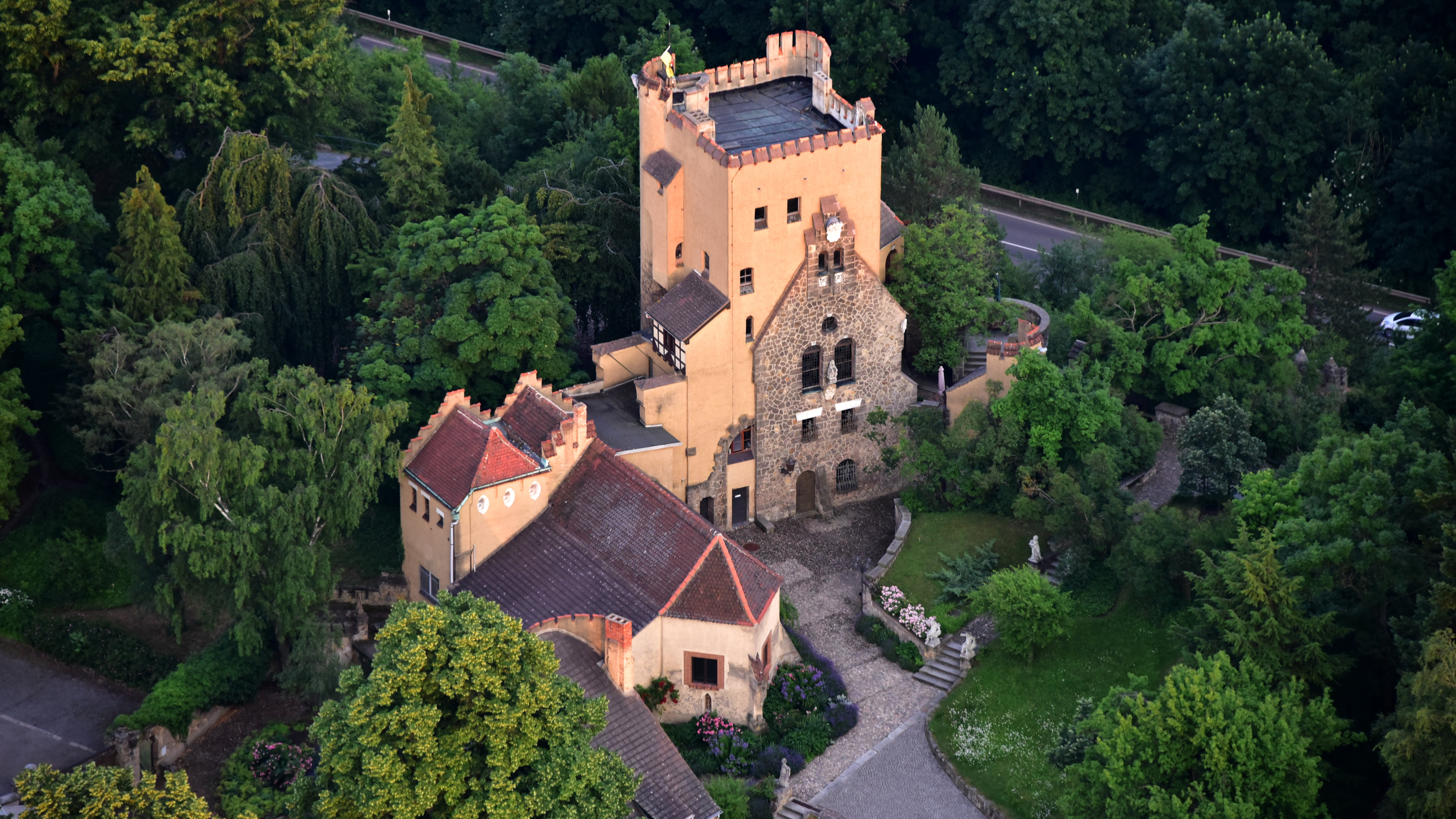
Ballenstedt, Roseburg aus nordwestlicher Richtung

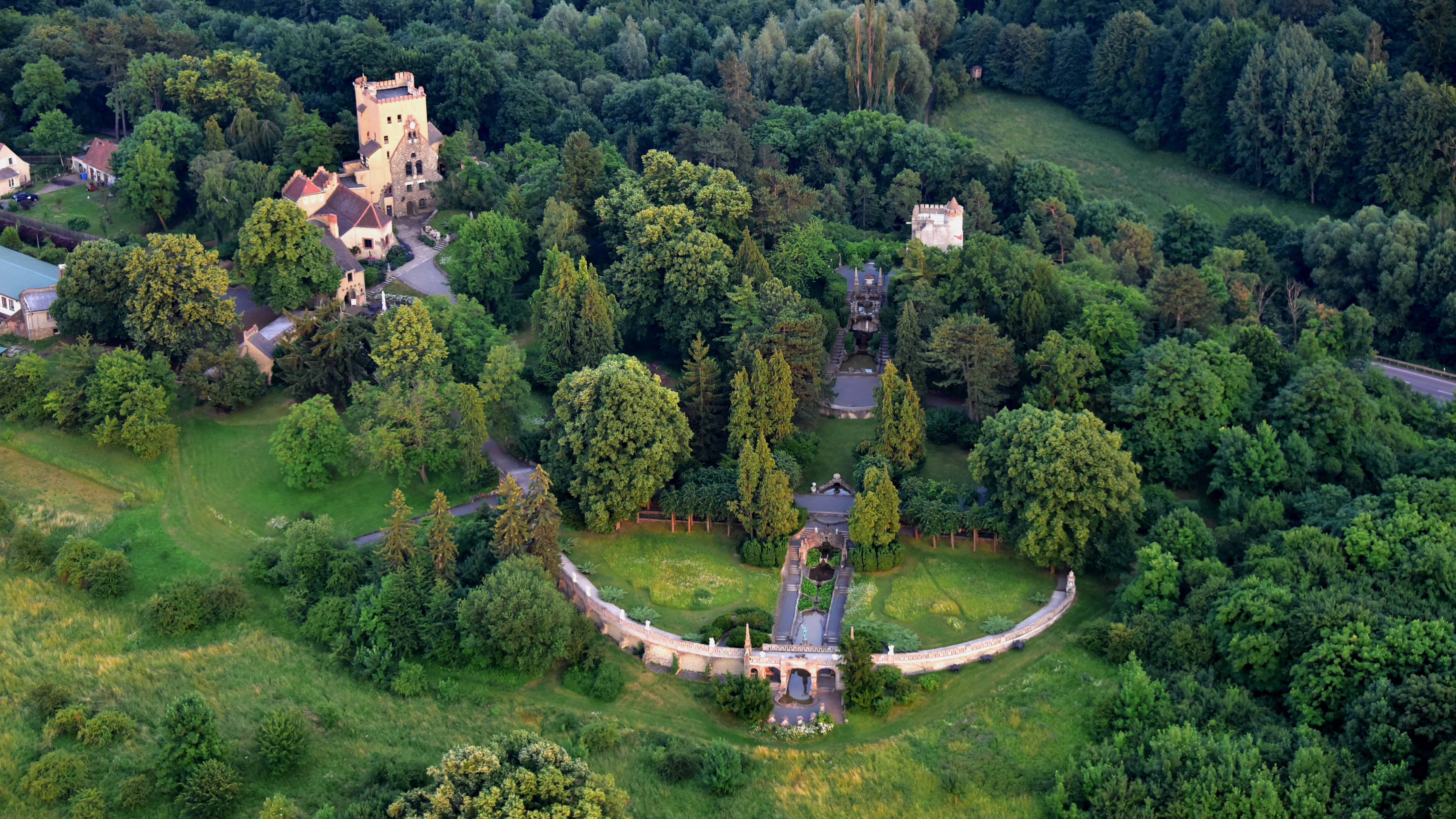
Ballenstedt, Roseburg Gesamtansicht

## Frühe Geschichte
Die Burg auf einem Muschelkalkrücken an der Altstraße nach Goslar wurde als Rudeloffsburg/Rolevesborch 963 erstmals urkundlich erwähnt. Sie war eine Stiftung Markgraf Geros an das Frauenstift Gernrode. Bernhard Sehring ergrub die Grundmauern des Kastells 1929.
Heinrich III. schenkte sie 1056 dem Mönchskloster Ballenstedt („Rothallasburg“). Im 13. Jahrhundert befand sie sich wieder im Besitz des Gernroder Klosters, was 1207 Papst Innozenz III. und 1227 Papst Gregor IX. bestätigten. Sie fiel bald an das askanische Fürstentum Anhalt, das damit, zusammen mit dem Dorf, zwei Wäldern, einem Hof, einer Mühle und 23 Hufen, Albrecht II. von Regenstein belehnte. 1477 belehnte erneut ein Askanier (Woldemar zu Anhalt) einen Grafen (Ulrich von Regenstein) mit der Burg 'nebst Zubehörung'.
Das Dorf wurde ab 1563, so wie zuvor bereits die Burg, nicht mehr erwähnt. 1579 hieß es in einem Prozess By de Roseburg, wo noch ein Stück Mauer zu sehen ist und wo man den Fuchs jagt. 1801 empfiehlt man das 'Ausstreichen' der Rudolfsburg aus den Karten als nicht mehr vorhanden. Die Burg hatten die Regensteiner Grafen, wie 1835 beurkundet wurde, an Quedlinburger Bürgerliche verpfändet.
1905 erwarb Sehring, der bereits 1893 bei Stettin den Bau einer privaten Burganlage geplant hatte, das Gelände auf Empfehlung Prinz Friedrichs von Anhalt-Dessau.

## Neuerrichtung

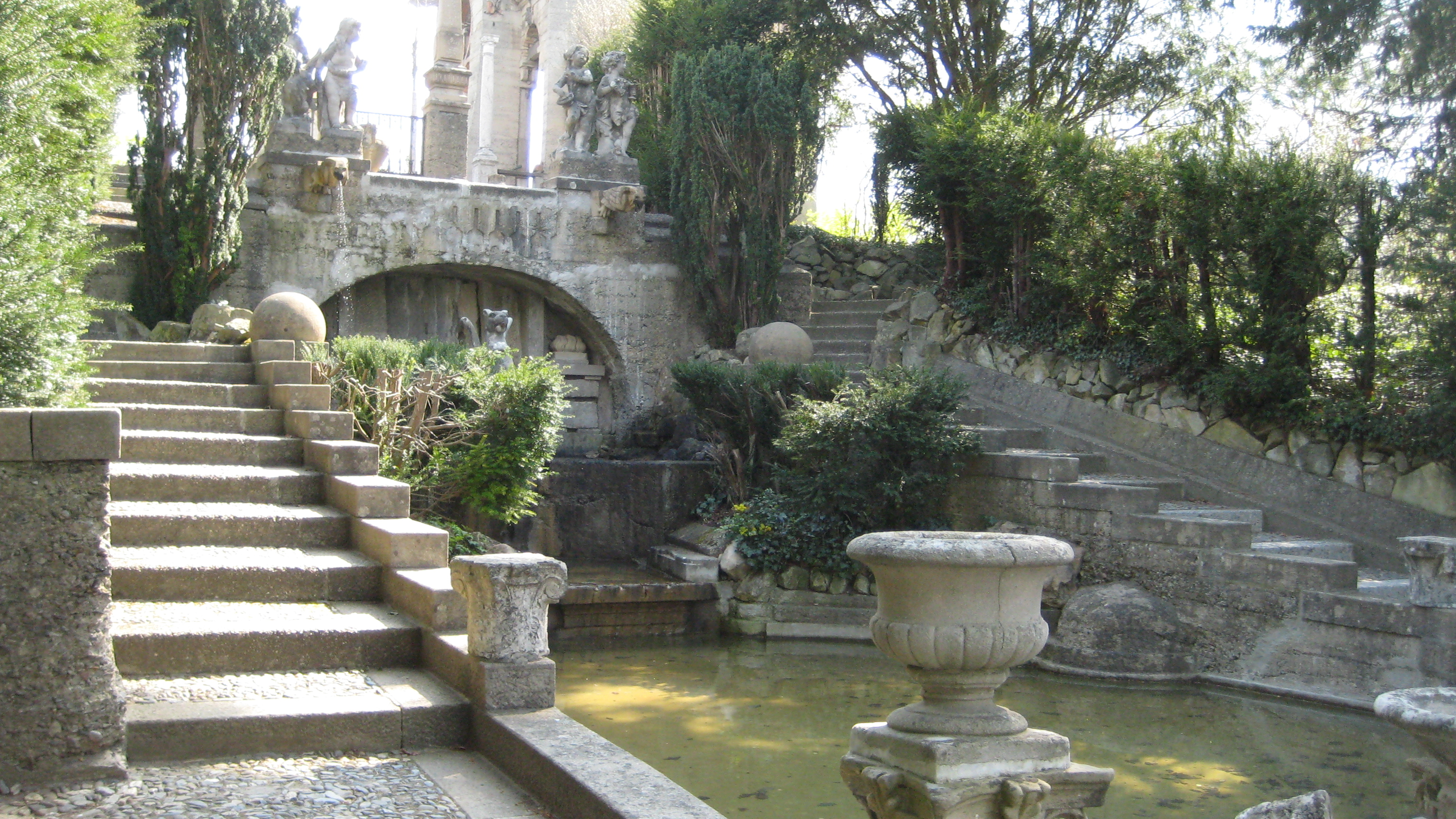
Wasserkaskade

1907 ließ Sehring einen Palas, das Torhaus und einen Wartturm mit aufsteigendem Wehrgang bauen. Über einer gestaffelten Vorburg entstand ein Bergfried mit Zinnen, zahlreiche Anbauten, ein Wohnturm im Stil eines normannischen Donjon und mehrere Burghöfe nach dem Vorbild (anderer) alter Burganlagen.

## Nach 1945
Der Bauherr starb 1941, seine Frau 1950. Die Sammlungen Sehrings übernahmen, soweit noch vorhanden, verschiedene Museen. Im Krieg war die Roseburg bis Ende Juni 1945 der Geschäftssitz des Junkers-Generaldirektors Leo Rothe. 1955 wurde die Anlage von der LPG '7. Oktober' Rieder übernommen, die den großen Obstgarten zur Hühnerzucht nebst Eierproduktion verwendete. Die Gebäude waren Ausbildungsstätte für Geflügelzüchter. Zwischen 1967 und 1984 verwaltete und restaurierte der Kulturbund der DDR (Gesellschaft für Denkmalpflege) Burg und Park.
Mit dem Ende der DDR verwalteten die Steyler Missionare im Auftrag der Sehring-Erben das Schloss, auf dem auch grundbuchliche Absicherungen im Grundbuch durch Investitionen der Vorgänger der Agrargenossenschaften Rieder, Ballenstedt, Badeborn und Ditfurt lagen. 2005 wurde es an einen Berliner Unternehmer verkauft und ist (als gemeinnützige GmbH) das ganze Jahr über zugänglich. Seit Juli 2006 ist die Wasserachse von April bis Oktober wieder in Funktion.

## Architektur

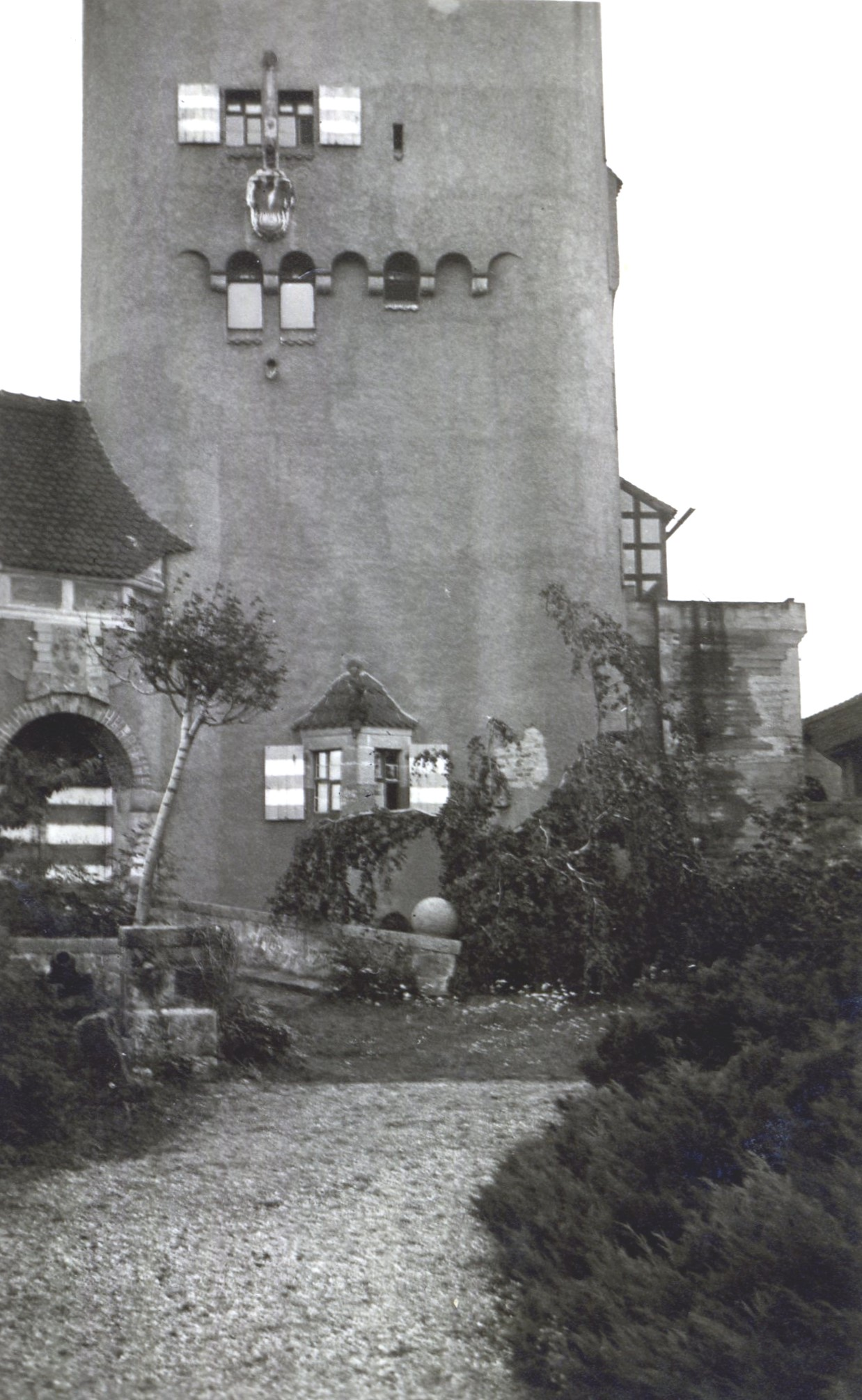
Turm der Roseburg, 1940

Die Burganlage hat keinerlei Vorbild in der Harzlandschaft. Sie ist eine Erinnerung an das 11. bis 13. Jahrhundert und zugleich Sehrings private Synthese des Stilpluralismus mit den typischen Elementen romanischer Baukunst (Halle des Palas) und mittelalterlichen (Wehrgang) wie spätmittelalterlichen Baugliedern (Georgsturm, Burgkapelle).
Der Schlosspark ist ein englischer Garten des frühen 19. Jahrhunderts zusammengeführt mit einer frühbarocken italienischen Anlage. Eine 100 Meter lange, terrassierte Wasserkaskade als Hauptachse wird dabei von einer Lindenallee gekreuzt.
Viele strukturbildende Elemente des Parks sind Originale aus Italien, so eine gotische Brunnensäule (11. Jahrhundert) aus dem Palazzo Malatesta in Rimini, zwei Marmorsäulen aus dem Palazzo Malaspina in Bologna, Marmorbüsten aus Senigallia. Viele Figuren sind vom Bildhauer Heinrich Götschmann aus Stampfbeton gefertigte Kopien, mit dem Sehring zuvor schon bei dem Bau des Staatstheaters Cottbus zusammengearbeitet hatte. Am Scheitel der Wasserkaskade wurde ein Aussichtsturm errichtet, der im unteren Teil eine Grotte als Mausoleum enthält, die als letzte Ruhestätte gedacht war.